# 第二代廣域和行星照相機

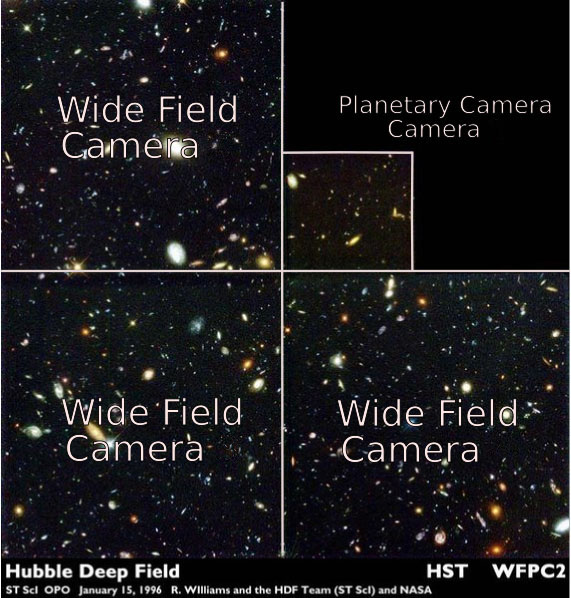
哈伯太空望遠鏡的哈伯深空景象，顯示出WFPC2典型的樓梯結構圖像。

第二代廣域和行星照相機 （WFPC2）是安裝在哈伯太空望遠鏡上的儀器之一。他是在第一次的維修任務（1993年STS-61太空梭任務）替換掉原來的廣域和行星照相機（WF/PC）。他在1995年拍攝了哈伯深空景象，並在1996年拍攝了沙漏星雲和蛋星雲 。
裝在第二代廣域和行星照相機上的電子耦合放大器（CCD）在電磁頻譜上的工作範圍是120奈米至1,100奈米，涵蓋了可見光領域的380奈米至780奈米，所有近紫外線和小部分的極遠紫外線，還有大多數的近紅外線。CCD的靈敏度大致上是線性的，峰值大約在700奈米，之後就是CCD極端難操作的範圍。第二代廣域和行星照相機由相同的4片CCD組成四個探測器，每個都有800 X 800個畫素。其中的三個安排成L形，組成廣域照相機（WFC）。相鄰的是由第4片CCD構成的行星照相機（PC），視野較狹窄，可以將小區域看得更為仔細。WFC和PC的影像組合在一起，就會形成典型樓梯狀的階梯影像。當處理非科學性的JPEG檔案時，行星照相機的解析度會與廣域照相機相同，但天文文學家接收的檔案是未經處理過的科學圖像，在行星照相機的部分會有更細節更清晰的影像。
WFPC2有一整套的濾鏡，可以讓科學家在電磁頻譜中挑選特殊的波段進行觀測，有一個轉輪可以選擇將不同的濾鏡放置在光路上（在WFPC2開口與CCD之間）。這48個濾鏡的元素包括：
- 偏光濾鏡
- 梯度濾鏡，能在大範圍內濾過非常窄的波段。在目標區域內精確的小範圍內，操作員能準確的使用窄頻寬濾鏡挑選目標（即使只是目標區域內一個非常小的部分）。
- 一定數量對應不同特性的濾鏡，允許操作員針對各種不同的特性選擇最合適的濾鏡。

如預期的，在任務中的第二代廣域和行星照相機遇到了CCD老化的問題，畫素會產生瑕疵點（熱點）。望遠鏡的操作員每個月都要執行這些畫素的檢測並編成目錄；在經過一定時間的曝光之後也要關閉開口，並且進行畫素的測試。為了避免宇宙射線造成假的陽性反應，還要對象不同的特定目標進行比較。成為"熱點"的畫素會被記錄下來，並且提供給要分析未經過處理的WFPC2圖像的科學家。通常，科學家們只要調整它們使用的影像處理軟體，就可以忽略（消除）這些壞的畫素所造成的影響。 
第二代廣域和行星照相機是由NASA的噴射推進實驗室製造的，他也製造了1990年伴隨哈伯升空的第一代廣域和行星照相機。第二代廣域和行星照相機有自己的校正主鏡光學上球面像差的修正鏡片。哥達德太空飛行中心正在研發第三代廣域照相機，計畫在最後一次的維修任務中進行替換。WFC3 的特色是擁有兩個2048 X 4096的CCD，用於紫外線和可見光的檢測；還有一個1024 X1024的CCD，能觀察到1700奈米的波長。
第四次的維修任務已經核准了。

## 第二代廣域和行星照相機的影像

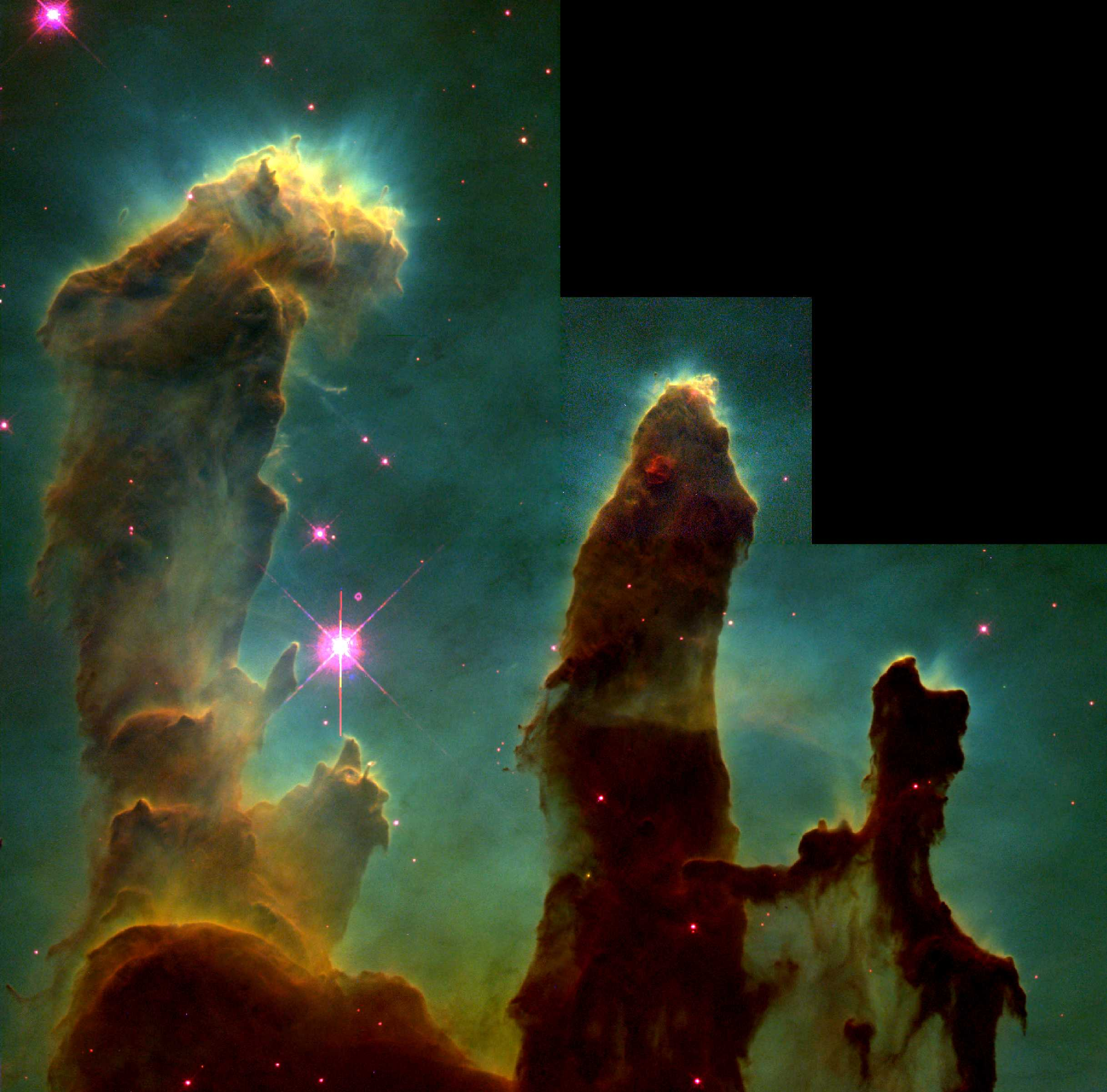
鷹星雲
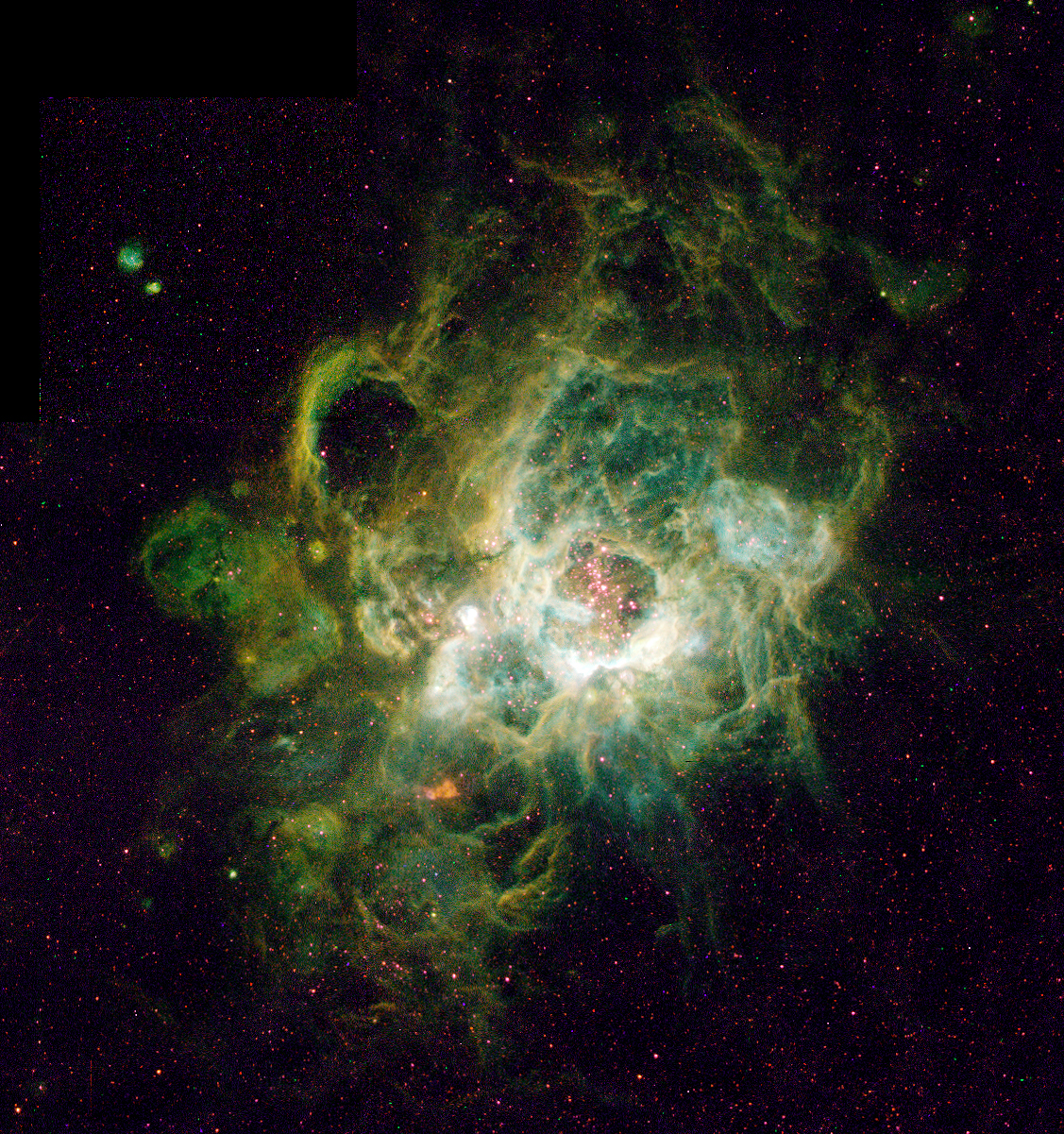
三角座
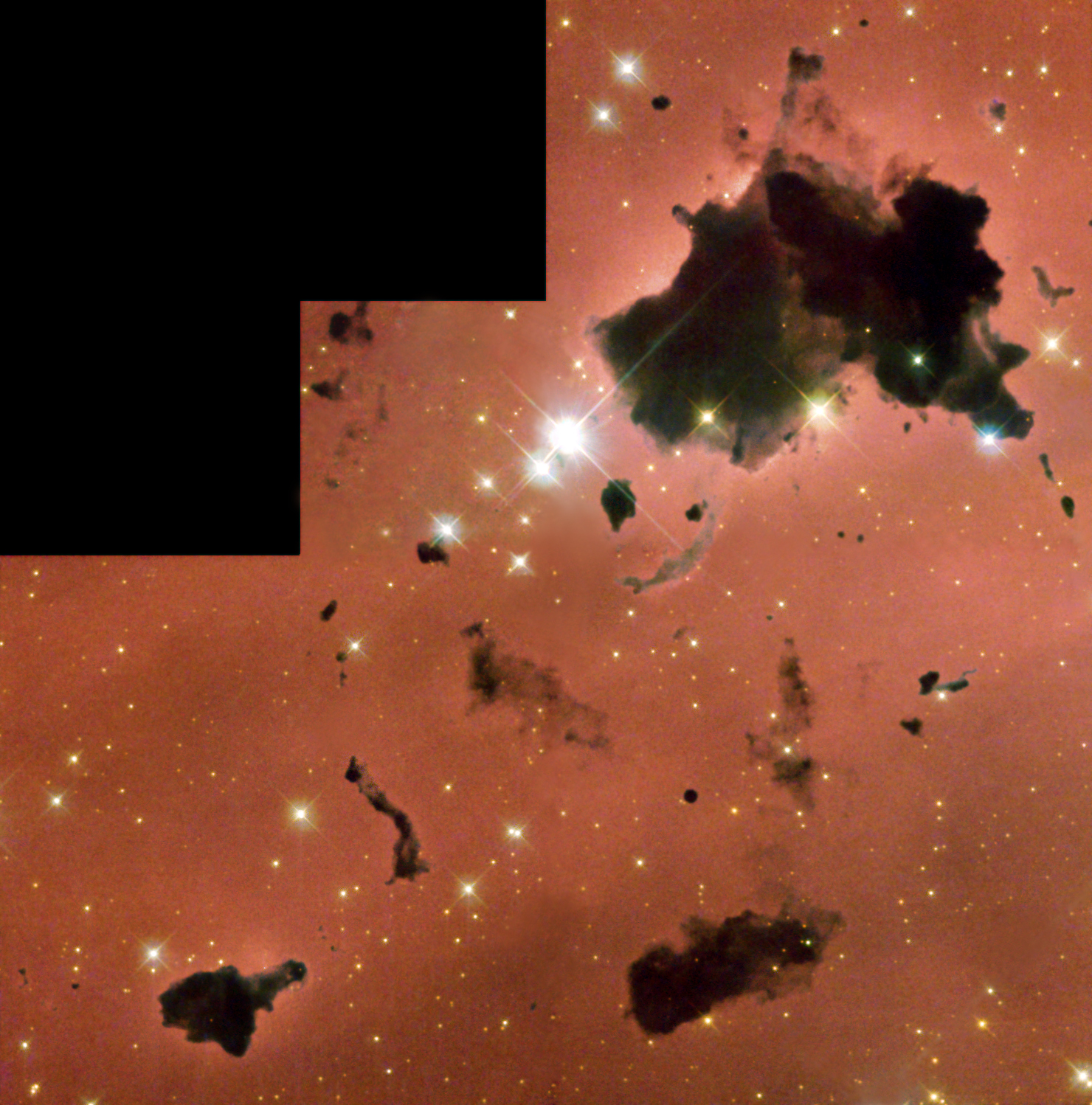
包克球
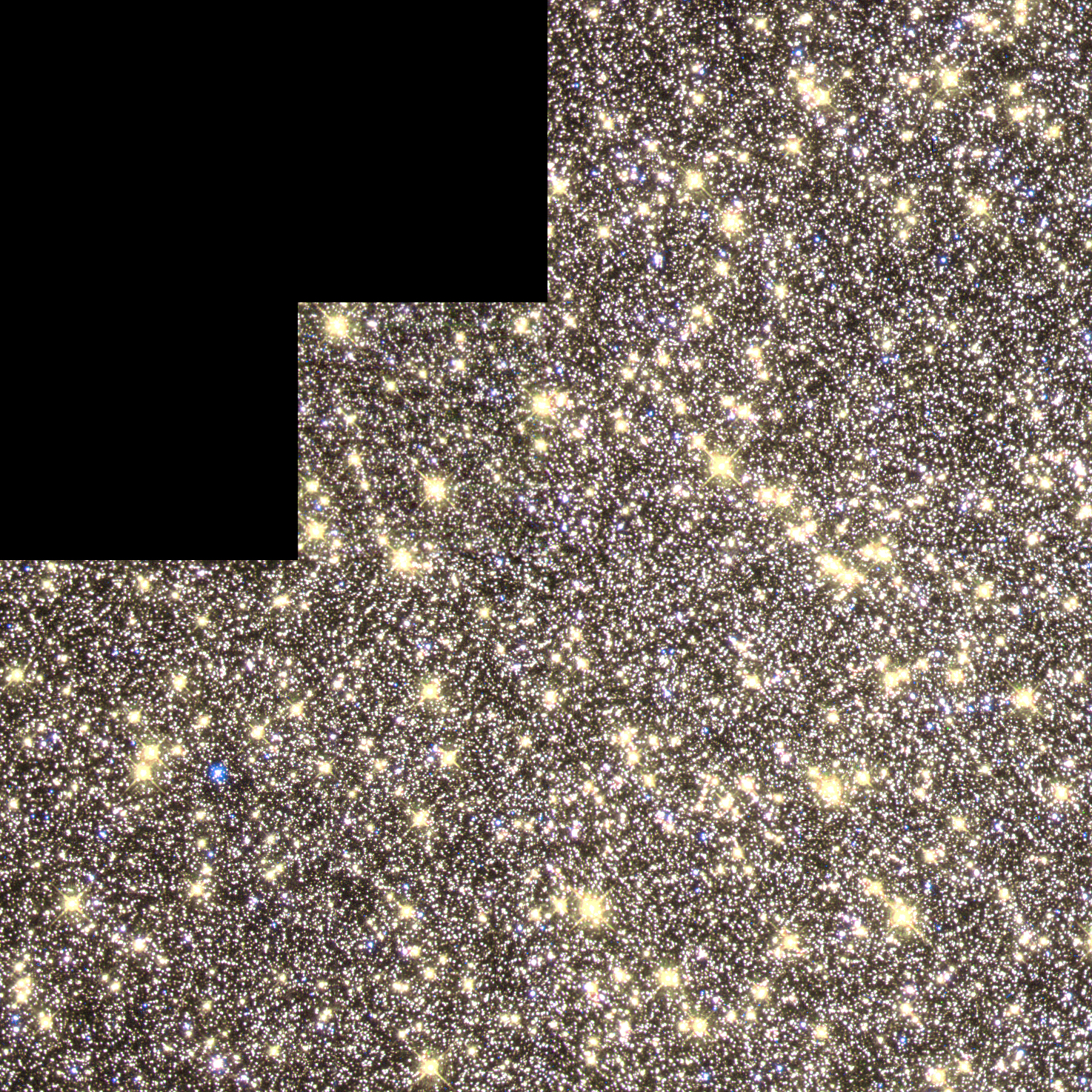
部分的半人馬座ω
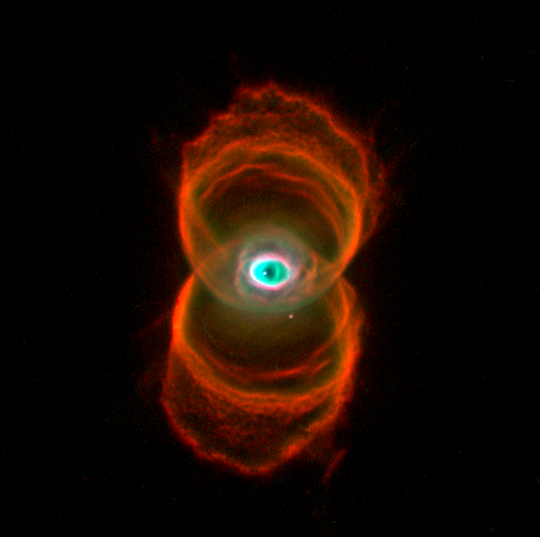
沙漏星雲
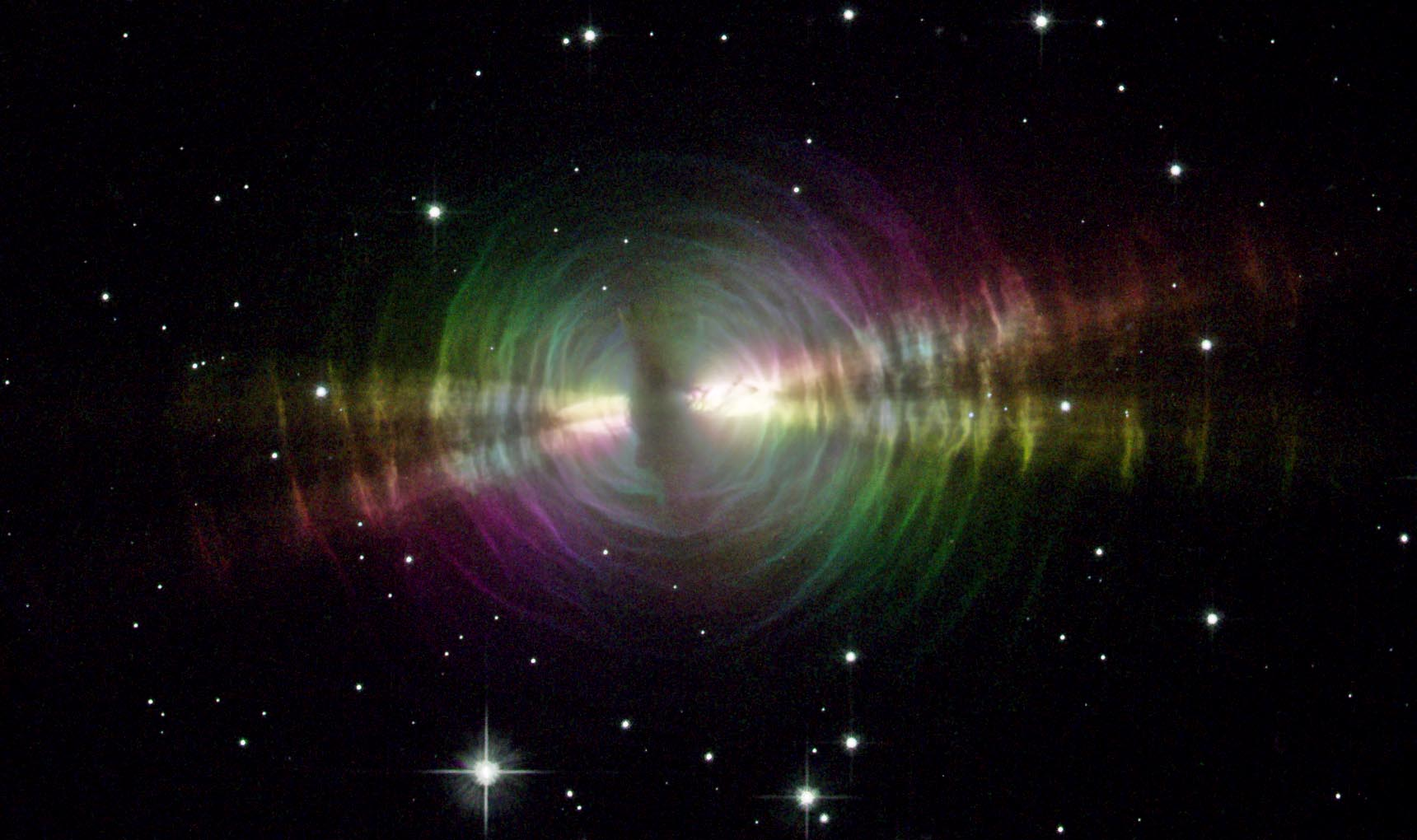
蛋星雲

## 外部連結
- WFPC2 首頁和使用指南 （页面存档备份，存于）
- 太空望遠鏡的科學儀器：WFPC2的文件[永久]
- NASA article explaining how color is built from multiple filtered images （页面存档备份，存于）
- Wide Field Camera 3 - NASA
- the WFPC2 at ESA/Hubble （页面存档备份，存于）
- Images with the WFPC2 at ESA/Hubble （页面存档备份，存于）